# 종로구 (1963년 선거구)
종로구는 대한민국의 옛 국회의원 선거구이다. 1963년부터 1973년까지 존재했다. 당시 서울특별시 종로구 지역을 관할했다.

## 역사
제6대 국회의원 선거를 앞두고 기존의 종로구 갑 선거구와 종로구 을 선거구가 병합되면서 신설되었다.
제9대 국회의원 선거를 앞두고 중구 선거구와 종로구·중구 선거구를 이루게 되면서 폐지되었다.

## 관할 구역
| 대수    | 관할 구역   |
| ------- | ----------- |
| 6대~8대 | 종로구 일원 |

## 역대 국회의원
| 선거   | 정당 | 정당   | 의원   |
| ------ | ---- | ------ | ------ |
| 1963년 |      | 민정당 | 전진한 |
| 1967년 |      | 신민당 | 유진오 |
| 1971년 |      | 신민당 | 권중돈 |

## 역대 선거 결과

### 대한민국 제6대 국회의원 선거
|  | 50.20% |

|  | 22.60% |

|  | 20.84% |

|  | 1.95% |

|  | 1.49% |

|  | 1.22% |

|  | 1.06% |

|  | 0.61% |

### 대한민국 제7대 국회의원 선거
|  | 69.68% |

|  | 26.17% |

|  | 2.93% |

|  | 0.69% |

|  | 0.51% |

|  | 0% |

### 대한민국 제8대 국회의원 선거
|  | 55.84% |

|  | 43.47% |

|  | 0.35% |

|  | 0.33% |